# Hélio Petrus

Hélio Petrus

Hélio Petrus Viana (Felipe dos Santos, 1943), é um artista plástico e entalhador brasileiro. Seu estilo é conhecido como neobarroco.

## Biografia
Hélio Petrus nasceu em Felipe dos Santos, povoado pertencente a Barra Longa, Minas Gerais. Veio para Mariana ainda criança, com sete anos de idade. Em Mariana foi seminarista e formou-se no curso de Letras. A sua dissertação foi sobre as obras de Aleijadinho, sua maior influência na arte.
Já tinha o interesse pelas esculturas barrocas, vivia "namorando os santos", como ele próprio afirma. O ofício da arte, todavia, só veio mais tarde, quando tinha vinte e cinco anos. Estudou sozinho o entalhe, e depois se aprofundou na pintura
Em seus cinquenta anos de carreira produziu mais de 5 mil peças. Algumas de suas peças estão nas Igrejas marianenses e no Museu da Arte Sacra da cidade. Possui obras avaliadas em 300 mil, sendo figura recorrente nos grandes leilões de arte. Uma imagem de São Francisco, de sua autoria, foi entregue em 2013 para o Papa Francisco. Flávio Dino, na época presidente da EMBRATUR, entregou a imagem durante a visita do sacerdote na Jornada Mundial da Juventude.

Retrato de Hélio Petrus, quando jovem, na galeria de ex-prefeitos de Mariana.

### Política
Hélio Petrus também já se envolveu na política. Foi, de 1971 a 1972, prefeito interino de Mariana. Em um contexto de defesa do patrimônio, frente a expansão das mineradoras na região. Afirma que a questão da política foi uma passagem intempestiva, porque nunca teve vocação. Foi motivada pelo convite de amigos.
Hélio Petrus se elegeu pelo MDB, partido de oposição à ditadura. Viu-se obrigado a governar com uma Câmara dos Vereadores majoritariamente arenista. Acabou sofrendo uma cassação, assumindo, em seu lugar, o João Rapallo. Mesmo também sendo do MDB, Rapallo mandou instalar uma homenagem ao General Emílio Garrastazu Médice, em frente a Casa de Câmara e Cadeia. Tratava-se de um busco do presidente, retirado do local mais tarde, por iniciativa dos vereadores.

### Estilo
As obras de Hélio Petrus não são simples cópia do estilo barroco. Ele busca aplicar técnicas modernas no estilo barroco, por isso neobarroco. Ele também afirma que busca suavizar as expressões das imagens, utilizando para isso tons mais claros e traços mais suaves, resultando em semblantes mais alegres.

## Exposições
Hélio Petrus já realizou inumeras exposições, em diferentes cidades e estados. A sua primeira foi em 1973, na cidade de Belo Horizonte. O pintor Zizi, um veterano da arte positivista marianense, vendo o seu trabalho, apresentou-o a galeria Fernando Paz. Ainda eram poucas obras, e ele era iniciante no ofício, mas aquele foi o seu pontapé inicial.
Com a carreira consolidada realizou grandes exposições. Em 2006 realizou a exposição A Arte Sacra de Petrus, com 75 peças, no Museu da Arte Sacra de São Paulo. Em 2017 realizou uma exposição no MM Gerdau - Museu das Minas e do Metal -, em comemoração aos seus 50 anos de carreira. Em 2022 realizou a exposição Uma Estrela do Neobarroco, na Academia Marianense de Letras, instituição pela qual é imortal. Em 2023 realizou uma exposição no Palácio das Artes de Belo Horizonte. A exposição Contínuo Barroco contou com 32 peças.